# Jehudit Simchoni
Jehudit Simchoni lub Simchonit (hebr. יהודית שמחוני, ang. Yehudit Simhoni lub Yehudit Simhonit, ur. 1902 w obwodzie chersońskim, zm. 5 grudnia 1991) – izraelska polityk, w latach 1949–1951 poseł do Knesetu z listy Mapai.
W wyborach parlamentarnych w 1949 po raz pierwszy i jedyny dostała się do izraelskiego parlamentu. 5 lutego 1951 mandat po niej przejął Herzl Berger.